# Pervert Park
Pervert Park er en dansk dokumentarfilm fra 2014 instrueret af Lasse Barkfors og Frida Barkfors.

## Handling
Justice Transitions i Florida ligner enhver anden amerikansk trailerpark. Kun diskrete fodlænker og sporadisk hærværk vidner om, at beboerne alle er dømte sexforbrydere. Fra små forseelser til det helt uhyrlige. Og i en stat med en hård lovgivning på feltet betyder det i praksis, at beboerne er dømt til et liv isoleret fra det omgivende samfund. Parkens beboere er overladt til selv at finde ud af, hvad der kommer efter forbrydelse og straf. Filmen tager os med bag stigmatiseringens usynlige hegn, låner et menneskeligt ansigt til et udstødt samfund af dæmoniserede sexforbrydere – og tvinger os til at tage stilling til et moralsk dilemma, der er dybere og mere komplekst, end man måske lige har lyst til at blive mindet om.

## Medvirkende
- William Fuery
- Tracy Hutchinson
- James Broderick
- Don Sweeney (II)
- Patrick Naughton
- James Turner
- William Heffernan
- Nancy Morais